# Jérémy Gavanon
Jérémy Gavanon (Marsella, Francia, 20 de septiembre de 1983) es un futbolista francés retirado. Jugaba de portero y su último club fue el AS Cannes, donde pasó gran parte de su carrera.

## Clubes
| Club                  | País    | Año         |
| --------------------- | ------- | ----------- |
| Olympique de Marsella | Francia | 2002 - 2005 |
| Clermont Foot         | Francia | 2005 - 2006 |
| FC Sochaux            | Francia | 2006 - 2009 |
| AS Cannes             | Francia | 2009 - 2014 |